# Bruno Leuschner (Musiker)
Bruno Leuschner (* 21. Oktober 1957 in Santiago de Chile) ist ein in der Schweiz lebender deutscher Dirigent, Komponist und Arrangeur.

## Biografie
Leuschner studierte Dirigieren und Klavier an der Musikhochschule Hamburg bei Klauspeter Seibel und Christoph von Dohnányi. Von 1981 bis 1983 leitete er das Harvestehuder Sinfonieorchester Hamburg. Seit 1983 arbeitet er an Opernhäusern in Deutschland und in der Schweiz als Dirigent und Korrepetitor. Er dirigierte unter anderem Die Zauberflöte, Die Entführung aus dem Serail, Die Fledermaus, Il trovatore und zuletzt am Stadttheater Bern den Freischütz, Don Carlos, Rigoletto, Carmen, Salome, Lulu und Le Grand Macabre.
Im Musical-Bereich hat er das erste Jahr der Hamburger Produktion Das Phantom der Oper dirigiert mit Peter Hofmann in der Hauptrolle, sowie Cats, Evita, My Fair Lady, „Cabaret“, Oliver! und Sweeney Todd. Er leitete 2004 die Produktion Kiss me Kate im Kultur- und Kongresszentrum Luzern, war Arrangeur und Dirigent der Erstaufführung von Jonas & Madelaine – (2005/06) ebenfalls im KKL Luzern und komponierte das Musical „Glamour Sisters“, das 2006 zur Eröffnung des „Le Théâtre“ in Kriens seine Uraufführung erlebte.
Weitere Kompositionen: 2001 Liederzyklus nach Gedichten von Rose Ausländer („Du bist die Stimme“) und 2005 „Sonata crítica“ nach Gedichten von Pablo Neruda.
Seit 2004 ist er am „Neuen Theater am Bahnhof“ Dornach musikalischer Leiter mit jährlichen Musiktheaterproduktionen: Die Fledermaus, Die Entführung aus dem Serail, La serva padrona, Il segreto di Susanna, Orlando paladino, Orfeo ed Euridice, Don Pasquale.
2008 komponierte er die Musikrevue TraumBall 424, ein Musiktheater von Georg Darvas anlässlich der Fußball-EM 2008 über das Leben des legendären Fußballtrainers Béla Guttmann. Aufführungen im Neuen Theater am Bahnhof Dornach und im Theater Odeon Wien.
Seit 2011 ist er musikalischer Leiter der Operettenbühne Möriken-Wildegg mit den Produktionen Der Bettelstudent (2011), Die Herzogin von Chicago (2013), Banditenstreiche (2015) und Gräfin Mariza (2017). Seit 2012 ist er Dirigent bei der Gartenoper Langenthal mit der Startproduktion L’elisir d’amore (Gaëtano Donizetti) und war Dirigent an der Sommeroper Selzach 2012: Hoffmanns Erzählungen (Jacques Offenbach). Seit 2013 ist er Dirigent beim Orchester Ostermundigen mit drei sinfonischen Programmen pro Saison.

## Werke
- 4 Lieder auf berndeutsche Gedichte von Kurt Marti
- Promenade, 2019, für Viola und Orchester
- Räuberhochzeit, Schwarmgeist, Chachelihannes, Katharina Knie – Bühnenmusiken 2017–2020 für die gleichnamigen Theaterproduktionen bei den Freilichtspielen Moosegg, Schweiz
- Choral für gemischten Chor, 2018
- Picaflor de Comayagua für gemischten Chor, Streicher und Klavier 2010[4]